# Формикофилија
Формикофилија (лат. formica — „мрав”; грч. philia — „љубав”) јесте облик зоофилије, односно сексуални интерес за инсекте. Формикофилу пружа задовољство да га инсекти, као што су мрави или друга ситна створења, грицкају и миле по његовој кожи, најчешће по гениталијама. Ова парафилија често укључује постављање инсеката на гениталија, али они се могу распоређивати и по осталим деловима тела. Жељни сексуални ефекат се добија путем голицања, пецкања или, као у случају пужева, осећај љигавости и наношење психичког стреса другој особи. Термин су сковали Ратнин Девараџа и Џон Мани 1986. године.

## Студије случаја
У првој забележеној студији случаја, пацијент је почео да држи мраве у ормару своје собе као хоби и то у детињству, с девет година. У овом узрасту је уживао у „шкакљивом осећају” мрава који му пузе по ногама и бутинама. Годину дана доцније је имао хомосексуални однос са другим дечаком који је прекинуо његов отац након што их је приметио. Он га је претукао јер је имао хомосексуални однос. С 13 или 14 година додавао је пужеве и бубашвабе у своју колекцију те је постао све заокупљенији инсектима. Потом је почео да мастурбира док су му мрави пузали по ногама. С 28 година је мастурбираи и по неколико пута недељно док су му бубашвабе пузале по бутинама и тестисима, а пужеве је стављао на брадавице и пенис. Понекад би држао жабе поред пениса приликом мастурбације. Према његовим наводима, вибрација и трење која слузава кожа жабе оставља на његов пенис га је сексуално узбуђивало. Пацијент није био поносан његовом навиком, али њега остале сексуалне активности нису занимале. Џон Мани је сугерисао да се пацијентова парафилија развила као алтернативни правац његовог хомосексуализма којег је потиснуо после батина које је добио од свога оца.
Још један сличан случај је описан 2012. године. С 14 година је пацијент видео штапић сладоледа прекривен мравима и запитао се какав би му био осећај када би му мрави прекрили пенис, као што су дршку од сладоледа. После је почео да пушта мраве да му пузе по гениталијама, посебно ватрене мраве. Ту праксу је сматрао сексуално узбудљивом и она се наставила у одрасломе добу. Пацијент је био социјално и интелектуално компетентан. Био је хомосексуалац, а привлачиле су га додатно и козе и пси.